# Potentilla pamiroalaica
Potentilla pamiroalaica är en rosväxtart som beskrevs av Sergei Vasilievich Juzepczuk. Potentilla pamiroalaica ingår i Fingerörtssläktet som ingår i familjen rosväxter.

## Underarter
Arten delas in i följande underarter:
- P. p. quasisericea
- P. p. pamiroalaica